# Route nationale 54
La route nationale 54 (RN 54 o N 54) è stata una strada nazionale francese che partiva da Metz e terminava a Villing. Oggi è declassata a D954.

## Percorso
Si staccava dalla N3 poco ad est dalla città. Tra Les Étangs, Condé-Northen e Volmerange-lès-Boulay seguiva la Nied, poi proseguiva verso nord-est passando per Boulay-Moselle e Téterchen e, dopo Villing, finiva al confine tedesco: la strada poi continua in direzione di Sarrelouis.